# Battaglia di Memel
La battaglia di Memel (in tedesco Schlacht um Memel) o assedio a Memel si svolse tra il 15 ottobre 1944 e il 27 gennaio 1945, fra le forze del primo fronte baltico di Ovanes Bagramjan  e la 3ª armata di Erhard Raus, nell'ambito della seconda guerra mondiale, nella cittadina di Memel oggi Klaipėda, in Lituania.

## Antefatti
Dopo la Prima Guerra Mondiale, Memel divenne una città amministrata dalla Società delle Nazioni. Nel 1923 il governo Lituano invase con il suo esiguo esercitò la città, portandola sotto il suo controllo. Il Partito Nazista crebbè in poco tempo perché la sua situazione era particolare: era parte del territorio lituano e le campagne erano abitate da lituani, ma la popolazione cittadina era per lo più tedesca. Così, il 22 marzo 1939, il Memelland ritornò sotto controllo tedesco.
Dopo la battaglia di Šiauliai e l'offensiva del Baltico (luglio-ottobre 1944) la Wehrmacht si ritirò dall'Estonia e dalla Lettonia, a parte da una fascia costiera denominata sacca di Curlandia. Quindi la città divenne in breve tempo in prima linea.
Involontariamente Bagramjan spinse all'interno della città la 4a, la 5a e la 7ª armata panzer, che così contribuirono in modo esponenziale alla difesa dell'assedio.
Hitler era ben deciso di difendere la città a ogni costo, perché ritenuta una città appartenente al Reich tedesco.

## La Battaglia
Le truppe tedesche del generale Erhard Raus, dopo il totale accerchiamento delle truppe sovietiche in città, si trincerarono in posizione fortificate, respingendo le divisioni russe e causando numerose perdite fra le loro file (grazie anche alla piccola corazzata Lützow e l'incrociatore pesante Prinz Eugen, che spararono potenti colpi di artiglieria contro i nemici) e con la mobilitazione dei primi battaglioni Volkssturm. Dopo 4 mesi e mezzo di assedio e durissime perdite da entrambe le file, Hitler decise di abbandonare Memel alla mercé dei sovietici.
Le truppe naziste scapparono attraverso la penisola dei curi per prepararsi alla imminente difesa di Konisberg e della Prussia Orientale.
Fu la prima battaglia su territorio tedesco della Seconda Guerra mondiale e attualmente Memel si chiama Klaipėda nell'odierna Lituania.